# Чакра

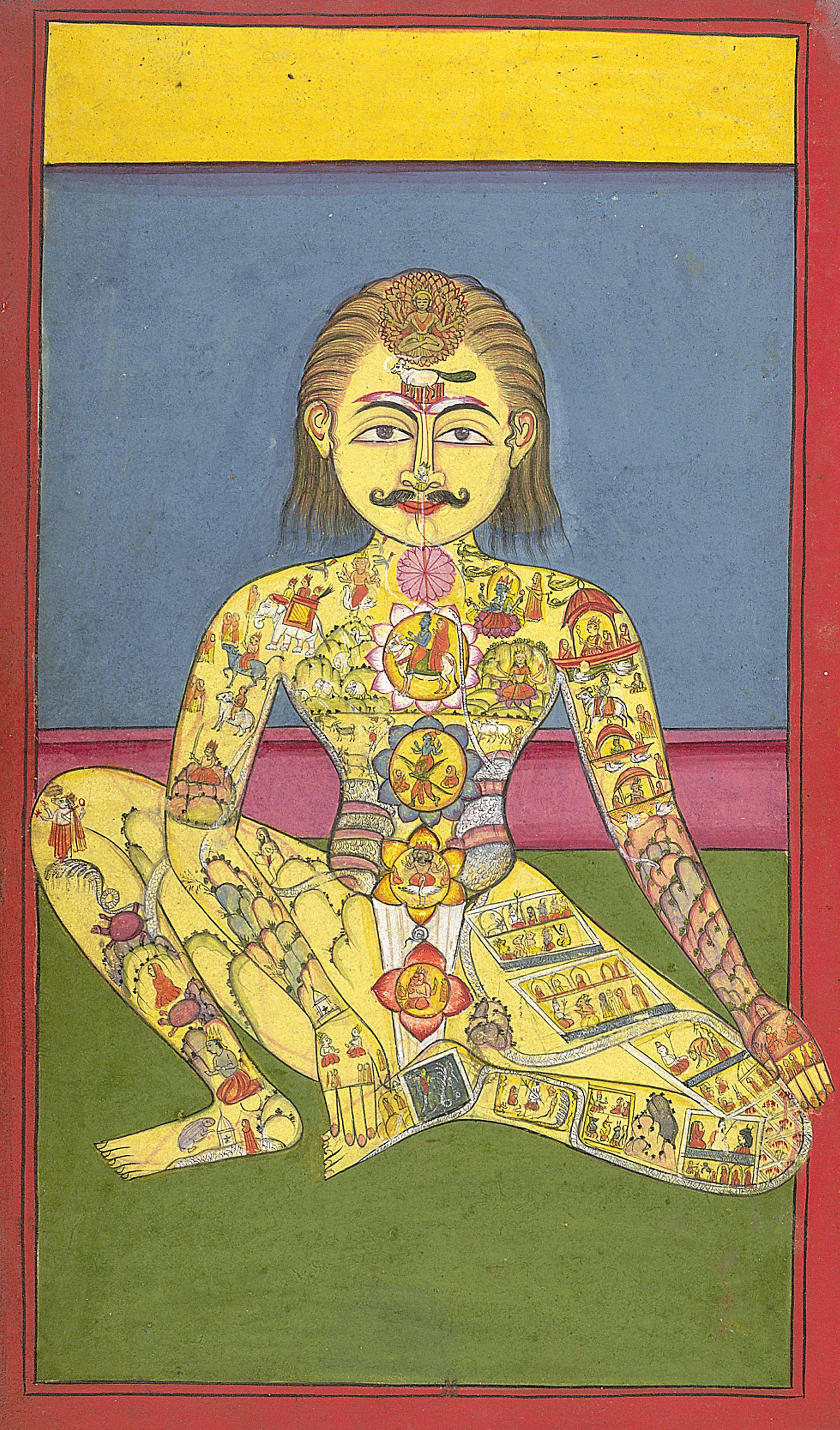
Иллюстрация из манускрипта по йоге 1899 года на языке брадж

Ча́кра (санскр. चक्र IAST: cakra, дословно — «круг, колесо, диск»), или па́дма (санскр. पद्म IAST: padma, дословно — «лотос»), в духовных практиках индуизма — психоэнергетический центр в тонком теле человека, представляющий собой место пересечения каналов нади, по которым протекает прана (жизненная энергия), а также объект для сосредоточения в практиках тантры и йоги.
Концепция чакры используется в индуизме, тантрическом буддизме, множестве современных оккультных систем, а также в аюрведе и некоторых других видах альтернативной медицины.
Концепции психоэнергетических центров также присутствуют в духовных традициях даосизма, каббалы и суфизма.
Любое упоминание психоэнергетических центров вне религиозного или философского контекста является псевдонаучным.

## История

### Формирование представлений о чакрах

Современный взгляд на расположение чакр

Самые ранние упоминания о чакрах в контексте духовных практик можно найти уже в поздних древнеиндийских трактатах Упанишадах, в частности в «Йогататтва-упанишаде» и «Брахма-мандала-упанишаде», а также в некоторых Пуранах.
Первое упоминание чакр в литературном источнике относится к VIII веку н. э. («Малати Мадхава» Бхавабхути). Возможно, первые систематические описания чакр с указанием места их расположения в теле содержатся в текстах, приписываемых Матсьендранатху:
Куларнава-тантре и Каула-Марге.
Основную роль в формировании концепции чакр и тесно связанной с ней концепции кундалини сыграли тантрические и йогические направления индуизма, главным образом — школы пашчимамная и йогини-каула (англ. Kaula).
Число чакр варьировалось в различных описаниях и современный широко распостранённый набор из семи чакр далеко не сразу стал нормой в индуистской традиции. В тантризме кроме стандартного варианта из семи чакр известны варианты из шести и восьми чакр, буддийские тексты обычно описывают четыре или пять чакр.
Дальнейшее развитие концепции чакр встречается в «Гхеранда самхите», «Хатха йога прадипике», «Шива самхите», «Шат чакра нирупане», «Амритабинду упанишаде» и других индийских текстах.

### Рецепция идеи на Западе

#### Концепция Ледбитера
В 1910 году была опубликована работа члена Теософского общества Чарльза Ледбитера «Внутренняя жизнь» (The Inner Life). В 1927 году увидела свет его же книга «Чакры».
Ледбитер не столько транслировал традиционные представления, сколько реконструировал их. Согласно Ледбитеру, чакры обладают объективным феноменальным существованием и доступны для экстрасенсорного восприятия. В то же время оригинальные тексты не содержат однозначных указаний на то, действительно ли это так или же «лотосы» «создаются» йогином путём их визуализации в ходе медитативной практики.
Унифицирует Ледбитер и общее количество чакр, декларируя, что их 7. Хотя известны, описаны и не менее авторитетны системы, состоящие из 6, 8, 9 и другого числа «лотосов». По мнению религиоведа Олафа Хаммера, Ледбитер мог выбрать семёрку потому, что в Теософском обществе этой цифре придавали большое значение, а в «Шат-чакра-нирупане» было описано как раз 7 центров: муладхара, свадхиштхана, манипура, анахата, вишуддха, аджня и сахасрара.
Ледбитеру принадлежит несколько оригинальных утверждений о чакрах, которые впоследствии были растиражированы писателями движения нью-эйдж без указания авторства и в результате приобрели статус аксиом. Вот некоторые из них:
- чакры представляют собой воронкообразные водовороты, завихрения энергии в каждом из тонких тел человека (эфирном, астральном, ментальном и т. д.);
- чакры связывают вышеупомянутые тонкие тела с физическим телом и служат передатчиками космической жизненной силы, необходимой для здоровья и благополучия индивидуума (из этого положения выросла популярная сегодня концепция балансировки и разблокирования чакр).

#### Концепция Вудроффа
В 1919 году издана «Змеиная сила» — объёмный труд о кундалини и чакрах, написанный сэром Джоном Вудроффом (более известным под псевдонимом Артур Авалон). Книга включает в себя перевод двух поздних тантрических текстов и критический комментарий вышеупомянутой «Внутренней жизни» Ледбитера. Тексты, вошедшие в состав произведения, это «Шат-чакра-нирупана» («Описание и исследование шести телесных центров»), которое представляет собой часть 6-й Паталы «Шри Таттва Чинтамани» (труда, написанного свами Пурнанандой), и «Падука-панчака» («Пятеричное подножие Гуру»).
Подход Вудроффа к описанию «лотосов» принципиально отличался от концепции Ледбитера. Вудрофф тяготел к академизму и, в известной мере, к объективности изложения сведений из первоисточников. Хотя и отступал от них в том, что проводил явные параллели между чакрами и нервными сплетениями или железами (сегодня так продолжают делать — идея стала популярной).
Книги Вудроффа долгие годы служили источником фактического материала для всех, кто по тем или иным причинам интересовался теорией йоги и тантры, в частности для Мирча Элиаде и основателя аналитической психологии К. Г. Юнга.

#### Нью-эйдж
В конце 1960-х — начале 1970-х, по мере роста интереса к эзотерическим идеям и практикам в контркультурной среде, некоторые части учения теософов, в том числе их понимание чакр, интегрируются в развивающуюся идеологию движения нью-эйдж.
В 1977 году вышла книга Кристофера Хиллса «Nuclear Evolution: The Rainbow Body», в которой он представил свою систему взаимосвязей между 7 чакрами и 7 спектральными цветами (их символизм играет важную роль в учении Хиллса). «Радужная модель» получила огромную известность и, подобно идеям Ледбитера, приобрела статус аксиомы.
В конце 1980-х — 1990-х чакры становятся одной из самых популярных тем для эзотерических спекуляций и постепенно «выводятся» как из теософического, так и традиционного тантрического контекста, во многом превращаясь в штамп литературы жанра «помоги себе сам», в ярлыки для обозначения различных видов жизненного опыта, набор поименованных совокупностей (личностных качеств, эмоций, причин психологических проблем, болезней и т. п.), а также понятий, пришедших из совершенно разных культур и учений, исторически никак не связанных между собой.

## Система чакр

### Индуизм

#### Основные чакры

##### Муладхара
санскр. मूलाधार, IAST: mūlādhāra: IAST: mūla — «корень», «основа»; IAST: adhāra — «фундамент», «базис», «опора». Чакра, расположенная в области промежности рядом с половыми органами («Двумя пальцами выше ануса, двумя пальцами ниже лингама (пениса), на четыре пальца в ширину»).

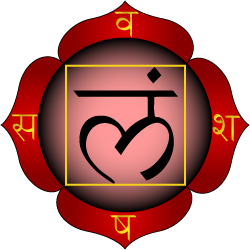
Муладхара-чакра с биджа-мантрой

Считается, что от муладхары отходят самые главные нади (сушумна, ида и пингала), а сама она является обителью Кундалини-шакти (рассматриваемой одновременно как богиня и энергия).
Символически изображается в виде малинового (согласно «Вивека-мартанде» — золотого) лотоса с четырьмя лепестками и санскритскими буквами IAST: va, śa, ṣa, sa на них. В центре лотоса — жёлтый квадрат (эмблема элемента «земля») с биджа-мантрой (то есть семенной мантрой) laṃ, в который вписан треугольник с вершиной, направленной вниз, — символ йони, называемый камарупа. В центре треугольника — сваямбхулингам («самовозникший», «никем не созданный» лингам), которого обвивает свёрнутая в три с половиной оборота спящая змея-Кундалини, светящаяся, как «яркая вспышка юной молнии», и закрывающая своим ртом вход в сушумну.
«Мудрый йогин, постоянно концентрирующийся на муладхаре, приобретает дардури-сиддхи („силу прыжка лягушки“). Постепенно он сможет оставить землю (и подниматься в воздух). Тело становится мощным, приходит свобода от болезней, одарённость и вездесущность. Йогин знает своё прошлое, настоящее, будущее и их причины. Он овладел неведомыми науками и <…> приобретает успех в мантрах». Другие следствия медитации на муладхаре — совершенство речи и обретение счастья.
В шактистской тантрической традиции Шри Видья муладхара соотносится с основанием (квадратом, бхупуром) или же центром Шри Янтры.
Другие названия
- В Тантрах: Адхара, Брахмападма, Бхумичакра, Чатурдала, Чатухпатра, Мулачакра, Мулападма.
- В Упанишадах: Брахма, Мулаканда.

##### Свадхиштхана (Свадхистхана)
санскр. स्वाधिष्ठान, IAST: svādhiṣṭhāna: IAST: sva — «собственный»; IAST: adhiṣṭhāna — «жильё»; буквально — «собственное жильё». Чакра, находящаяся приблизительно между верхним краем лобковой кости и пупком (традиционное описание локализации — «в основании лингама (пениса)»).

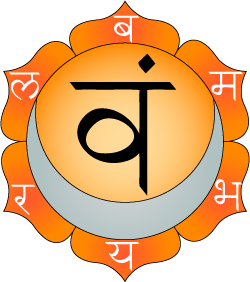
Свадхиштхана-чакра с биджа-мантрой

Изображается в виде алого (рубинового, кроваво-красного) лотоса с шестью лепестками, в которые вписаны санскритские буквы IAST: ba, bha, ma, ya, ra, la. В середине лотоса — белый полумесяц, символизирующий Варуну и стихию воды, а внутри него — биджа-мантра vaṃ верхом на белом крокодиле или макаре. Внутри vaṃ — Вишну вместе с богиней Чакини или Лакшми.
В «Вивека-мартанде» свадхиштхана описывается как огненная треугольная йони, сияющая подобно расплавленному золоту или молнии, и место пребывания праны.
Результатом медитации на свадхиштхане называется освобождение от всех недостатков (например эгоизма) и болезней, получение всех сиддх, гармоничное движение вайю через все тело, знание разных шастр наизусть и всех наук, положение «владыки любви и обожания всех прекрасных богинь», а также уподобление Брахману.
Другие названия
- В Тантрах: Адхистхана, Бхима, Шатпатра, Скаддалападма, Вари.
- В Упанишадах: Медхрадхара («медхра» — «пенис»)[29], «Джаламандала» («джала» — «вода»)[29].

##### Манипура
санскр. मणिपूर, IAST: maṇipūra: IAST: maṇi — «драгоценность»; IAST: pūra — «город». Чакра, расположена на два пальца выше пупка.

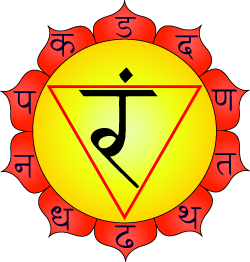
Манипура-чакра с биджа-мантрой

Представляется в виде золотого (либо «цвета тяжёлых дождевых облаков») лотоса с десятью лепестками. На лепестках начертаны санскритские буквы IAST: ḍa, ḍha, ṇa, ta, tha, da, dha, na, pa, pha. В центре лотоса — треугольная область огня, сияющая, как восходящее солнце. Вне треугольника — три свастики, а в середине — биджа-мантра raṃ на баране или быке. Это место обитания трехглазого Рудры цвета киновари, кажущегося белым из-за пепла, которым он вымазан, а также 4-рукой Лакини-шакти.
Утверждается, что медитация на манипуре дарует знание строения тела, силу творить и разрушать, влияние на весь мир, власть над желаниями, разрушение скорбей и болезней, возможность входить в тело другого, обманывать смерть, создавать золото, открывать средства от болезней, видеть посвящённых и находить скрытые сокровища, а также потала-сиддхи (постоянное счастье).
Другие названия
- Набхи-чакра, набхиштхана («набхи» — «пупок»)[29].

##### Анахата
санскр. अनाहत, IAST: anāhata — «безударный», в значении «возникший не от соударения», то есть взаимодействия чего-либо). Чакра, расположенная в центре грудины. Полагается местом пребывания дживатмана.
Описывается в виде золотого (или глубокого кроваво-красного цвета) лотоса с двенадцатью лепестками и буквами IAST: ka, kha, ga, gha, ṅa, ca, cha, ja, jha, ña, ṭa, ṭha на них. Внутри лотоса — область воздуха, имеющая вид дымчатого шестиугольника, в нём — биджа-мантра yaṃ на чёрной антилопе (мантра — обитель Ишвары и жёлтой, как молния, Какини-Шакти, чьё сердце «размягчено нектаром, который Она пьёт»). В околоплоднике лотоса — шакти в форме треугольника, сверкающего, «как 10 миллионов молний». Внутри него — сияющий баналингам.
Считается, что медитация на анахату делает человека ясновидящим и яснослышащим, знающим прошлое и будущее, способным путешествовать по воздуху, бессмертным, «господином речи», необычайно привлекательным для женщин, превосходящим всех мудростью и благородством поступков, тем, чьи чувства полностью под контролем, а ум полностью поглощён осознанием Брахмана.
Другие названия
- Хридая-чакра.

##### Вишуддха
санскр. विशुद्ध,IAST: viśuddha — «очищенный», «незапятнанный». Чакра, локализуемая в области горла.
Изображается в виде дымчато-пурпурного (или сияющего золотого) 16-лепесткового лотоса с буквами IAST: a, ā, i, ī, u, ū, ṛ, ṝ, ḷ, ḷ, e, ai, o, au, ṃ, ḥ. В основании лотоса — область эфира в форме круга, подобная полной луне. В ней — биджа-мантра haṃ верхом на белом слоне, а «на коленях» у неё (биджа-мантра мыслится как дэвата) — белоснежный Ардханаришвара, или Садашива, чьё тело соединено с Парвати.
«Здесь — врата пути к великому освобождению для того, кто желает достичь богатства йоги и чьи чувства очищены и контролируются». Тот, кто «достиг полноты знания Атмана с помощью постоянной концентрации <…> на этом лотосе, становится великим святым, красноречивым, мудрым и наслаждающимся ненарушаемым покоем сознания». Он наблюдает прошлое, настоящее и будущее, становится всеобщим благодетелем и долгожителем, свободным от страданий и недугов, «разрушителем бесконечных опасностей». Боги не способны противостоять ему.
Другие названия
- Кантха-чакра («кантха» — «горло»)[54].

##### Аджна (третий глаз)

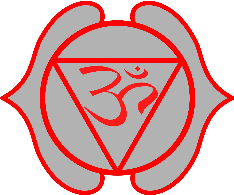
Аджна-чакра

Произошло от санскр. आज्ञा, IAST: Ājñā — «приказ», «команда». Межбровная чакра, в которой сходятся три главные нади (сушумна, ида и пингала), обитель «тонкого проницательного ума (манаса)».
Эта чакра изображается в виде лотоса с двумя лепестками, на одном из которых — буква IAST: ha, а на другом — IAST: kṣa. Внутри лотоса — 6-ликая 6-рукая Шакти Хакини и белый треугольник с вершиной, обращённой вниз (символ йони). В нём — биджа-мантра oṃ, «сияющая подобно осенней луне». В околоплоднике лотоса — Шива в форме итаралингама, сверкающего, «как цепь вспышек молний».
Говорится, что Бхагаван (господь Парамашива) пребывает и проявляет себя в аджне во всей полноте, как и в сахасраре, и что йогин может поместить здесь в момент смерти свою прану, а затем войти в высшее, вечное, нерождённое божественное первоначало — Пурушу.
Результатами медитации на аджну называются: способность по своей воле быстро достигать другого тела и стать наиболее выдающимся святым и мудрецом, всезнающим и всевидящим; обретение сверхъестественных и неведомых сил (в частности, сиддхи речи), положение творца, хранителя и разрушителя трёх миров. «Тот, кто постоянно размышляет над скрытым лотосом аджна, тот сразу, без сопротивления разрушает все кармы своих прошлых жизней».
Другие названия
- Бхрумадхья.

##### Сахасрара
санскр. सहस्रार,IAST: sahasrāra — «тысяча лепестков». Чакра, связываемая с областью макушки, темени (традиционное название места локализации — брахмарандхра).
Представляется в виде светящегося белого лотоса с тысячей лепестков, «слегка окрашенных (розовым) светом восходящего солнца», внутри которого — полная луна, заключающая в себе треугольник, сверкающий, как молния. На лепестках лотоса располагаются все буквы санскритского алфавита и слог Ом, Луна истекает амритой (нектаром бессмертия и блаженства), а треугольник таит в себе Великую Пустоту (Шунью), или Бинду — корень освобождения (из круговорота сансары).
Считается, что здесь пребывает сущность и душа всего существующего, запредельная точка чистого сознания, называемая различными именами (Парамашива, Парамапуруша, Пракрити-Пуруша, Хари-Хара и т. д.), здесь достигается полное слияние Шивы и Шакти, свобода от любых ограничений и перерождений — конечная цель йогина.
Сахасрару относят к трансцендентному, а не телесному плану, чем и объясняется тот факт, что авторы текстов обычно говорят о доктрине «шести» чакр.
«Тот, высший из людей, кто контролирует своё сознание и знает это место (в Сахасраре), никогда больше не родится снова, так как теперь нет ничего в трёх мирах, что связывало бы его. Его сознание будет под контролем, и его цель будет достигнута. Он приобретёт всю полноту силы для того, чтобы делать всё, что он захочет, и предотвращать то, что противостоит его воле. Он будет двигаться в Кха [„небо“, „эфир“, „Брахман“, „нёбо“], и речь его — проза или стихи — будет чиста и сладостна».
Другие названия
- Акаша-чакра[68].

#### Другие чакры
Некоторые источники упоминают и другие, «второстепенные» «лотосы»: талу-чакру (нёбную), бхру-чакру, манас-чакру и сома-чакру, которые помещаются возле аджны, и др. Отдельные школы медитации и тантры, древние и современные, могут рассматривать свои системы чакр, включая в неё малые центры, иногда их количество доходит до десятков.

### Тантрический буддизм
В буддийской йоге и тантре обычно рассматриваются три (реже четыре) чакры — сердечная, горловая и теменная, — которые соотносятся соответственно с Дхармакаей, Самбхогакаей и Нирманакаей, а также с тремя телами Будды. В отличие от индуистских традиций, высшее состояние сознания связывается не с теменным, а с сердечным центром. «Дополнительная» четвёртая чакра именуется тайной. Местом её расположения предположительно является область у основания позвоночника.
В буддийской йоге считается, что активизация чакр может привести к получению последователем таких сверхспособностей (сиддхи), как левитация (парение в воздухе, невесомость), невидимость и другие.

### Иные школы и учения
Концепции, подобные системе чакр, можно найти также в других религиозных и терапевтических традициях. В частности, в китайской медицине можно провести определённые аналогии с некоторыми активными центрами (Занг-фу) в акупунктуре. В суфизме есть схожая концепция шести тонких центров в теле человека (латаиф). В каббале иногда с частями тела ассоциируют сфирот. В цигун энергетическими центрами являются даньтянь, в куксандо — танджоны.

## Сравнительная таблица основных чакр
| Чакры (1-7)             | 1-я                                                                 | 2-я                                               | 3-я                 | 4-я                 | 5-я             | 6-я                            | 7-я                             |
| ----------------------- | ------------------------------------------------------------------- | ------------------------------------------------- | ------------------- | ------------------- | --------------- | ------------------------------ | ------------------------------- |
| Название                | основная, корневая                                                  | сакральная, крестцовая                            | солнечная           | сердечная           | гортанная       | лобная                         | коронная, теменная              |
| Санскритское название   | муладхара                                                           | свадхистхана                                      | манипура            | анахата             | вишуддха        | аджна (третий глаз)            | сахасрара                       |
|                         |                                                                     |                                                   |                     |                     |                 |                                |                                 |
| Число лепестков         | 4                                                                   | 6                                                 | 10                  | 12                  | 16              | 2 больших по 48 (всего 96)     | 960 и венчик из 12              |
| Понятие в санскрите     | «корень», «основа»                                                  | «обитель», «жильё»                                | «город сокровищ»    | «неударенный звук»  | «очищенный»     | «властный приказ»              | «тысячелепестковый»"            |
| Местонахождение в теле  | промежность (между анусом и гениталиями); три самых нижних позвонка | впереди: два пальца ниже пупка; сзади: на крестце | солнечное сплетение | сердечное сплетение | горло, каротиды | меж бровей и основание затылка | верх черепа (родничок; макушка) |
| Соответствующий элемент | земля                                                               | вода                                              | огонь               | воздух              | эфир и акаша    | свет                           | мысль                           |